# Sarangan (Kanor)
Sarangan is een bestuurslaag in het regentschap Bojonegoro van de provincie Oost-Java, Indonesië. Sarangan telt 1089 inwoners (volkstelling 2010).